# Amanda Nell Eu
Amanda Nell Eu (geb. 26. November 1985 in Kuala Lumpur) ist eine malaysische Filmemacherin.

## Leben
Ihre Kindheit verbrachte Eu teils in Malaysia, wo sie durch die folkloristischen Erzählungen ihrer Mutter geprägt wurde. Im Alter von 11 Jahren zog sie in das Vereinigte Königreich, wo sie ein Internat in High Wycombe besuchte und später an der Central Saint Martins sowie an der London Film School studierte. Sie ist Alumni des Berlinale Talent Campus und der Locarno Filmmakers Academy.

## Wirken
Eu setzt sich in ihren Werken mit der Darstellung des weiblichen Körpers und der Identität im kulturellen Kontext Südostasiens auseinander. Ihr Debütkurzfilm It’s Easier to Raise Cattle lief im Wettbewerb der Internationalen Filmfestspiele von Venedig und erhielt eine lobende Erwähnung beim Internationalen Kurzfilmfestival Clermont-Ferrand. Hierfür gewann Eu zudem 2018 einen Preis bei den Vienna Shorts. Ihr Spielfilm Tiger Stripes behandelt das Erwachsenwerden aus der Perspektive eines heranwachsenden Mädchens in Malaysia, angereichert mit Elementen aus malaysischen Folkloreerzählungen. Dieser Film wurde als malaysischer Beitrag für die Oscars ausgewählt und gewann den Preis für das beste Feature bei der Kritikerwoche (Semaine de la critique) der Internationalen Filmfestspielen von Cannes 2023. Der Film gewann außerdem 2023 beim Neuchâtel International Fantastic Film Festival den Preis in der Kategorie „Bester Film“. Der Film wurde in Malaysia trotz dieses Erfolges stark zensiert, was Eu öffentlich kritisierte. Sie setzt sich gegen Zensur und für künstlerische Freiheit ein, auch wenn dies in ihrem Heimatland auf politische Hindernisse stößt. Sie arbeitet an einem gotischen Drama, das im Malaya der 1930er-Jahre spielt und sich mit Themen wie Mutterschaft und postpartaler Psychose beschäftigt.